# Чапараль прибережних районів Каліфорнії
Чапараль прибережних районів Каліфорнії (ідентифікатор WWF: NA1201) — неарктичний екорегіон середземноморських лісів та чагарників, розташований на південному заході Каліфорнії в США та на північному заході Нижньої Каліфорнії в Мексиці.

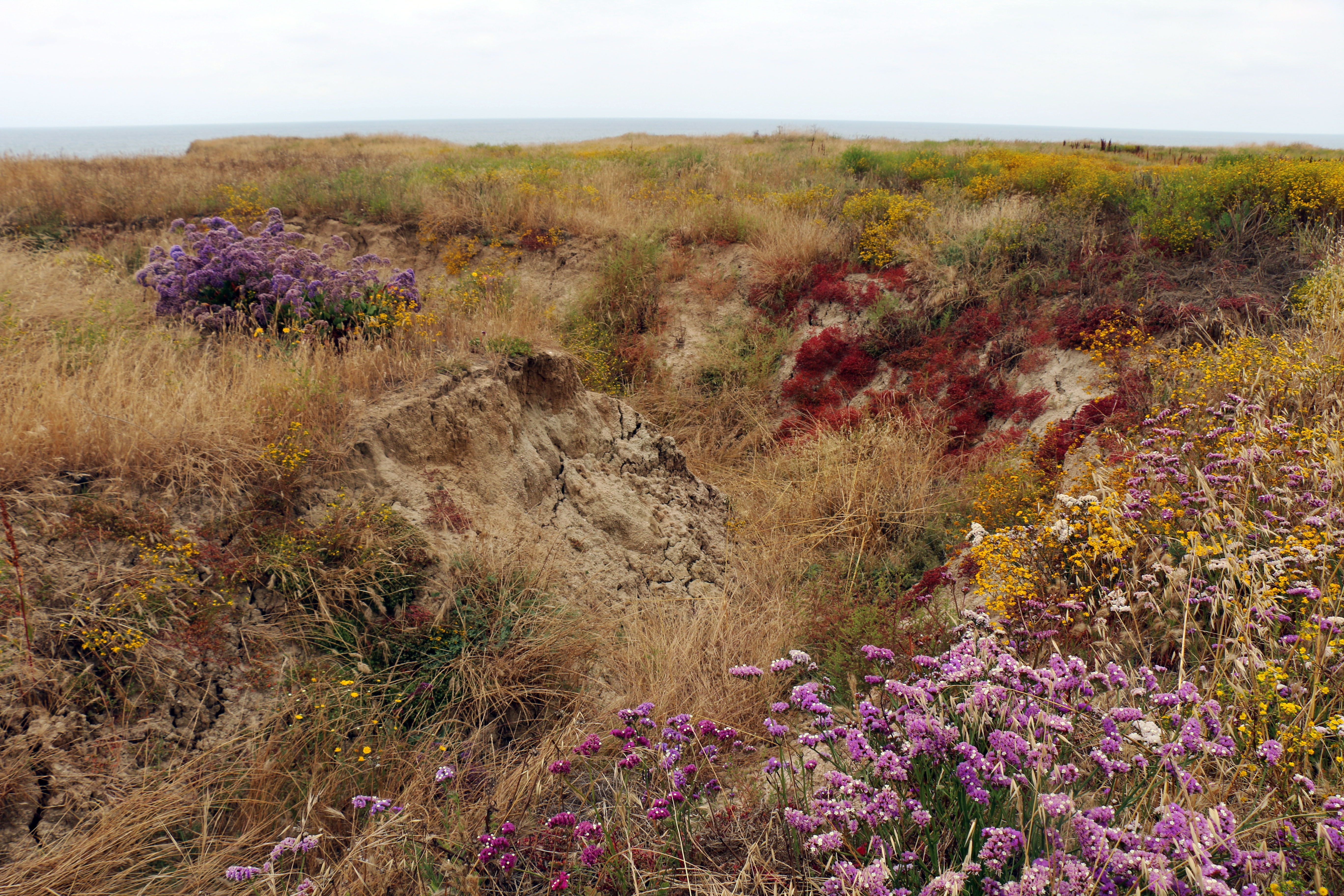
Прибережні чагарники на базі Кемп-Пендлтон

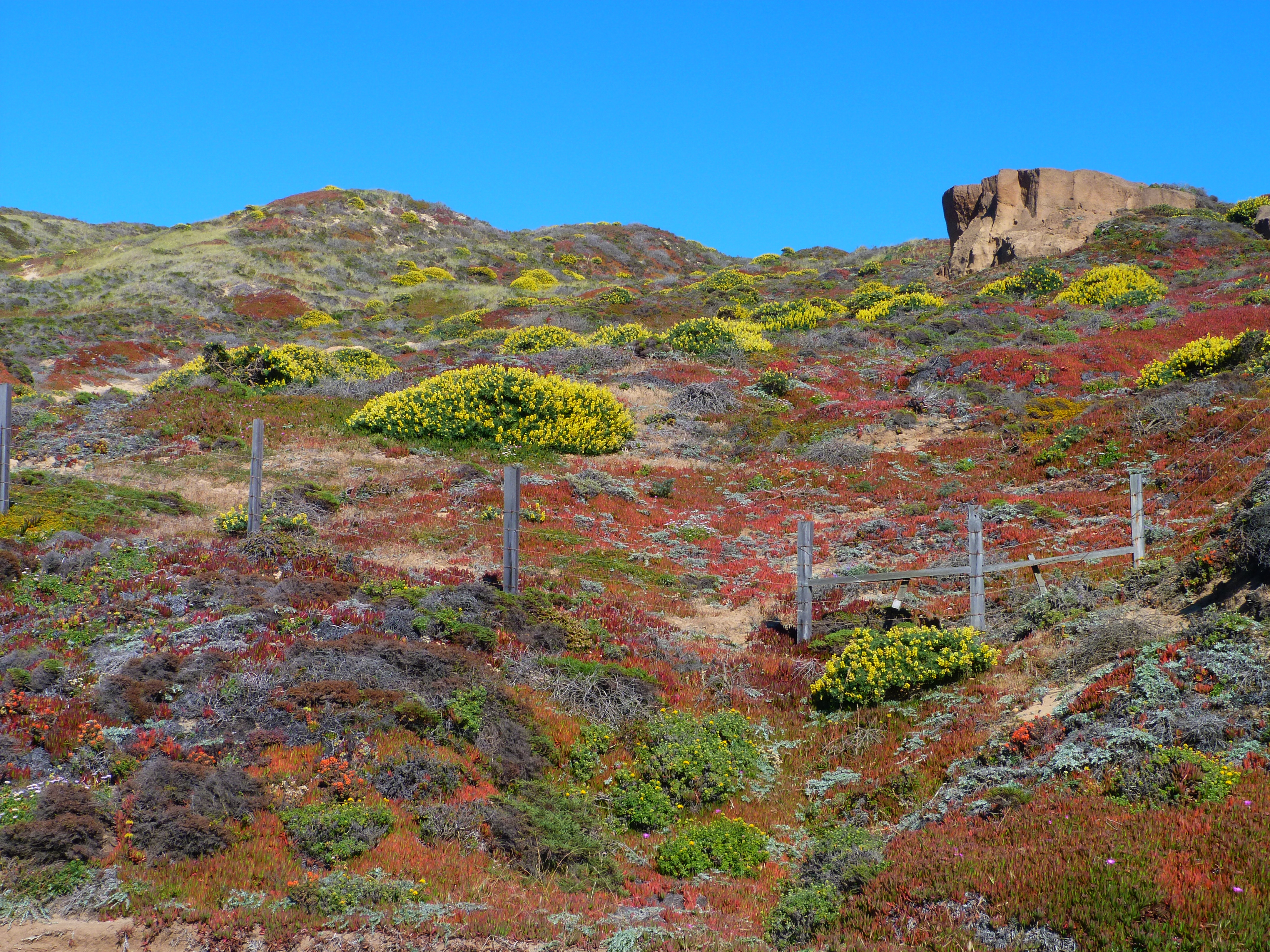
Прибережні шавлієві чагарники

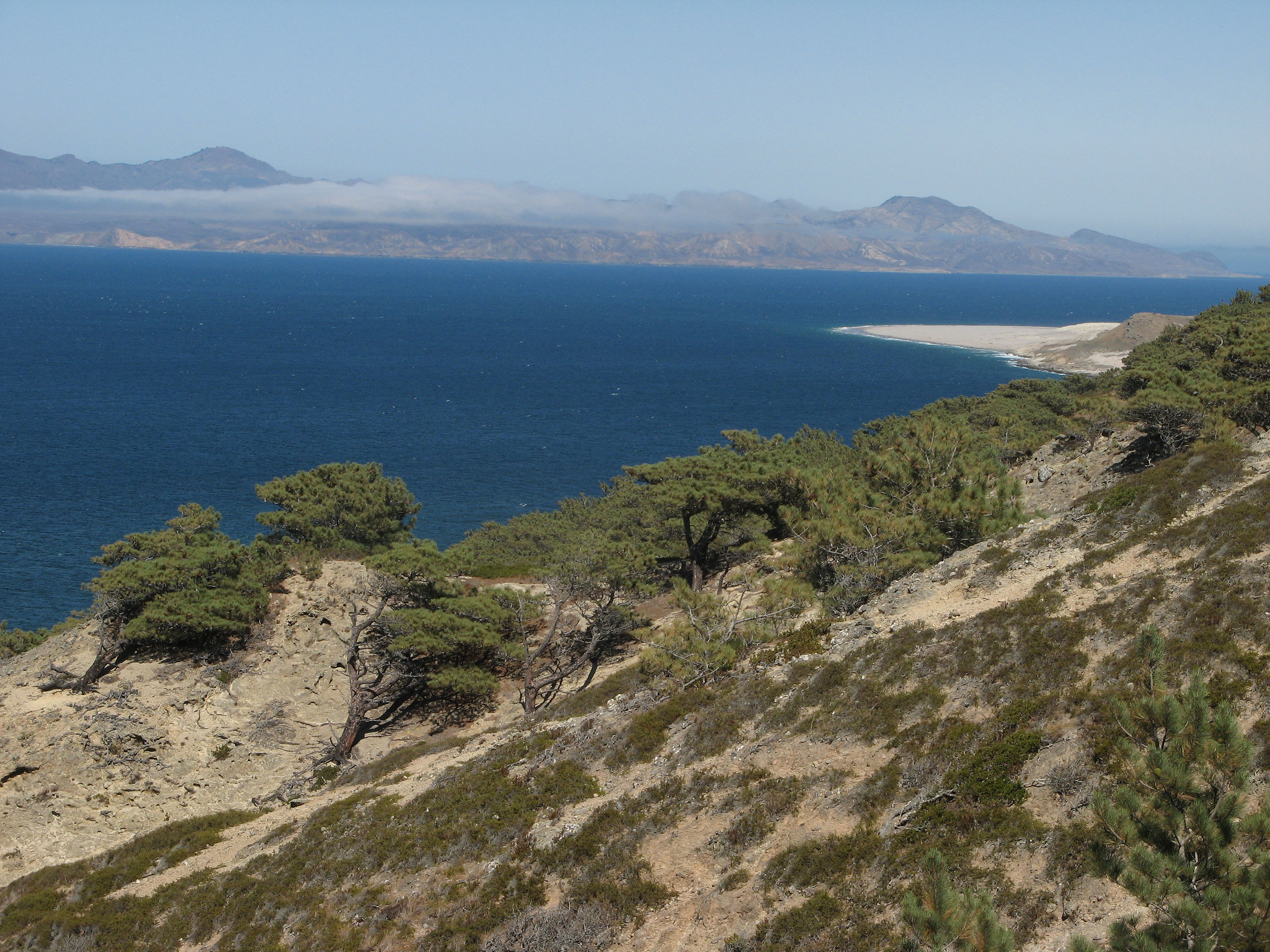
Прибережні чагарники і сосни Торрея на острові Санта-Роза (острів, Каліфорнія)

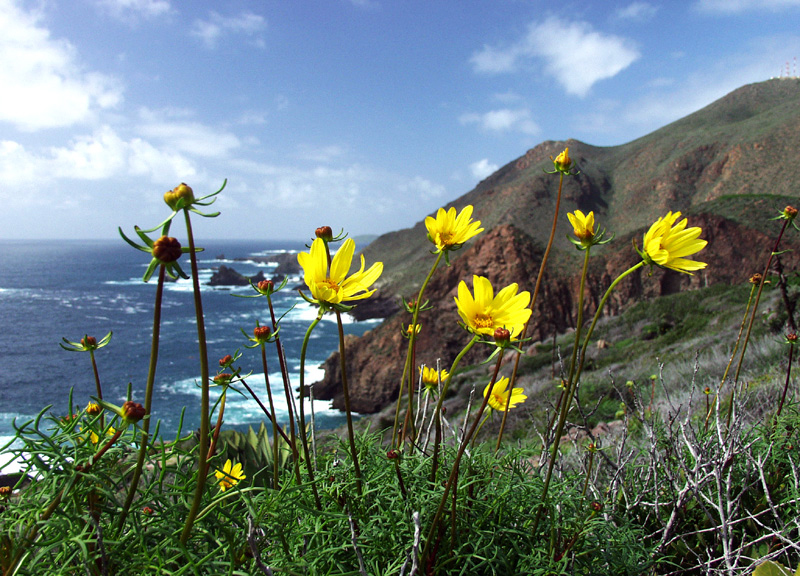
Приморські дівочі очка (Coreopsis maritima) на узбережжі Нижньої Каліфорнії

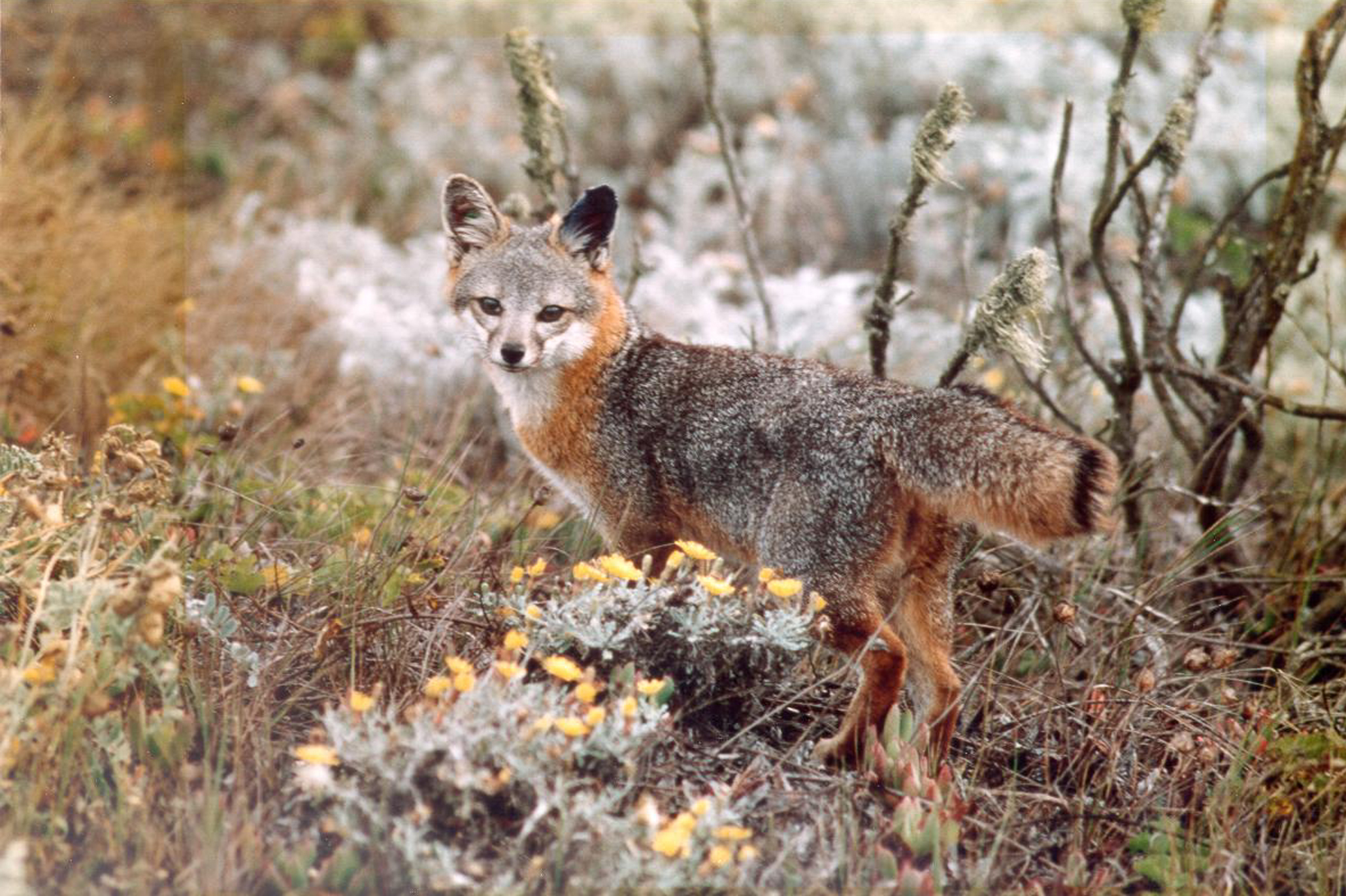
Острівна лисиця (Urocyon littoralis)

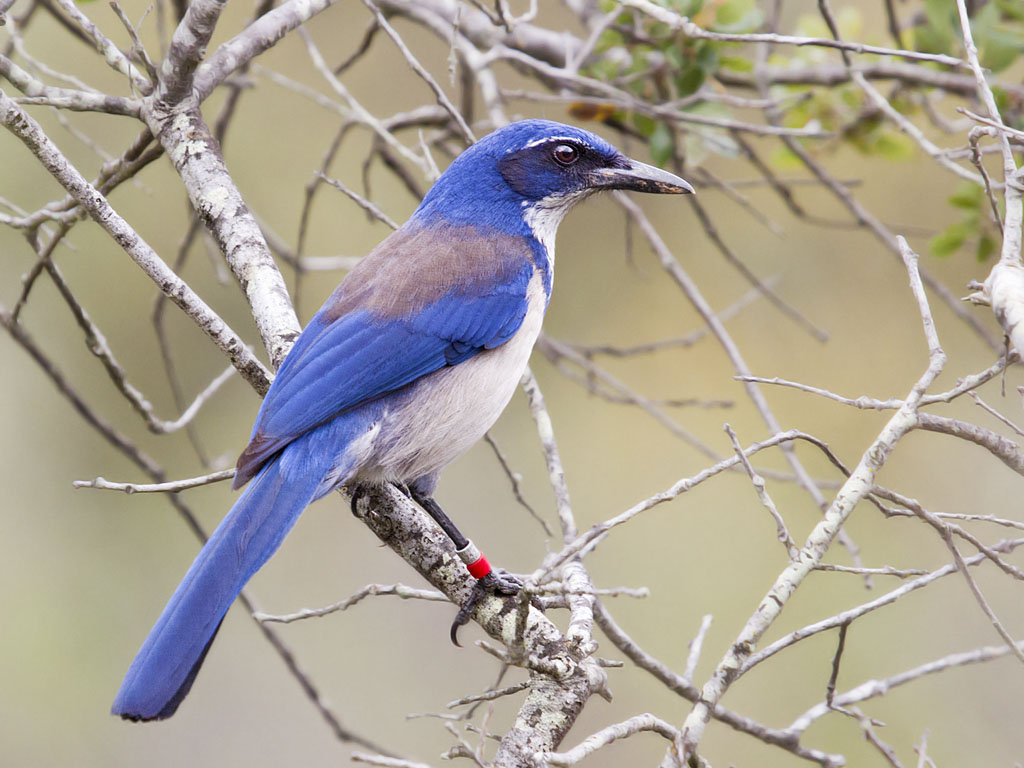
Санта-крузька сойка (Aphelocoma insularis)

## Географія
Екорегіон чапаралю прибережних районів Каліфорнії охоплює прибережні тераси, рівнини та передгір'я, що простягаються уздовж узбережжя Тихого океану, на південному заході Каліфорнії (на південь від Санта-Барбари) та на північному сході Нижньої Каліфорнії. На сході прибережні рівнини обмежені горами Поперечних та Півострівних хребтів, однак деякі невисокі гірські хребти, розташовані ближче до узбережжя, такі як Санта-Моніка, Санта-Сусана та Санта-Ана, є частиною цього екорегіону. 
Крім того, екорегіон включає американський архіпелаг Чаннел та мексиканські острови Гвадалупе і Седрос, розташовані в Тихому океані, на захід від Каліфорнії та Нижньої Каліфорнії. Вулканічний архіпелаг Чаннел, розташований у Південнокаліфорнійській затоці, складається з восьми островів, з яких чотири північні острови (Анакапа, Сан-Мігель, Санта-Круз і Санта-Роза) є продовженням Поперечних хребтів, а чотири південні (Сан-Клементе, Сан-Ніколас, Санта-Барбара і Санта-Каталіна) — продовженням Півострівних хребтів. Загальна площа архіпелагу становить 908,8 км². Ісла-Гвадалупе — це вулканічний острів, розташований за 241 км на захід від узбережжя Каліфорнійського півострова. Скелястий острів Ісла-де-Седрос розташований лише за 22 км від миса Пунта-Еугенія, найзахіднішої точки півострова Каліфорнія.
Гори Поперечних та Півострівних хребтів, розташовані на схід від прибережних рівнин, входять до екорегіонів чапаралю і рідколісь гір Каліфорнії та сосново-дубових лісів Сьєрра-де-Хуареса і Сьєрра-де-Сан-Педро-Мартира. Далі на схід, за горами Півострівних хребтів, лежить пустеля Сонора, а на південь від екорегіону, на території Каліфорнійського півострова — Нижньокаліфорнійська пустеля.

## Клімат
На більшій частині екорегіону домінує середземноморський клімат (Csa або Csb за класифікацією кліматів Кеппена), який характеризується спекотним, сонячним і сухим літом та прохолодною, вологою зимою, а у деяких районах на півдні — напівпустельний клімат (BSk або BSh за класифікацією Кеппена). У Сан-Дієго, приблизно в центрі екорегіону, середня температура коливається від 14,1 °C у січні до 22 °C у серпні. Приблизно 344 дні на рік у Сан-Дієго температура є вищою за 16 °C, але лише протягом 25 днів вона підіймається вище 27 °C. Завдяки цьому клімат регіону є досить привабливим для людини.
Середньорічна кількість опадів в екорегіоні коливається від 150 до 300 мм, однак у горах Санта-Моніки та у пагорбах, що оточують Лос-Анджелеську рівнину, вона може досягати 600 мм. Кількість опадів значно коливається з року в рік. З пустель і гір на сході восени та взимку часто дмуть сильні теплі та сухі вітри, відомі як Санта-Ана. Ці вітри часто викликають лісові пожежі. Хоча більшість типів рослинності, поширених в екорегіоні, включають рослини, адаптовані до пожеж, грози з блискавками в регіоні трапляються рідко, тому природні пожежі в екорегіоні спалахують нечасто, хоча і зазвичай доволі сильні.

## Флора
В межах екорегіону зустрічаються різноманітні рослинні угруповання, зокрема прибережні шавлієві чагарники, чапараль, прибережні луки, дубові, горіхові, кипарисові та соснові рідколісся, гірські хвойні ліси, а також прісні та солоні болота та інші водно-болотні угіддя. Основними рослинними угрупованнями регіону є шавлієві чагарники, чапараль та дубові рідколісся.
Прибережні шавлієві чагарники зустрічаються на терасах і в передгір'ях екорегіону, упереміж з чапаралем, дубовими рідколіссями, луками та солоними болотами. Цей різноманітний тип рослинності, який за останні століття став доволі рідкісним, характеризується невисокими, ароматичними, посухостійкими листяними чагарниками каліфорнійської чорної шавлії (Salvia mellifera), каліфорнійської білої шавлії (Salvia apiana), духмяної шавлії (Salvia clevelandii), шавлії Мунца (Salvia munzii), каліфорнійського полину (Artemisia californica), каліфорнійської гречки (Eriogonum fasciculatum), каліфорнійського прибережного соняшника (Encelia californica), каліфорнійського тойона (Heteromeles arbutifolia) та каліфорнійського сумаха (Rhus integrifolia). 
У невисоких горах регіону, зокрема в горах Санта-Моніка, зустрічається багато інших чагарників, таких як сіра шавлія (Salvia leucophylla) та південний мавпоцвіт (Diplacus longiflorus). На півдні регіону, зокрема у Нижній Каліфорнії, зустрічається багато кактусів та сукулентів. Серед сукулентних рослин, поширених в екорегіоні, слід відзначити агаву Шоу (Agave shawii), прибережну дудлею (Dudleya caespitosa) та золотоколючковий бергерокактус (Bergerocactus emoryi), а також різні види опунцій (Opuntia spp.), юк (Yucca spp.) та дудлей (Dudleya spp.). У прибережних районах екорегіону зустрічається багато ендемічних рослин, таких як сан-дієгська колюча м'ята (Acanthomintha ilicifolia), сан-дієгська амброзія (Ambrosia pumila) та сан-дієгський ферокактус (Ferocactus viridescens).
Вище від берегової лінії, на висоті понад 300 м над рівнем моря, схили густо вкриті чагарниками чапаралю. Як правило, чапараль зустрічається на більших висотах, ніж шавлієві чагарники, однак він також трапляється у прибережних районах, у місцевостях з глибоким ґрунтом та підвищеною вологістю. Основу чапаралю, поширеного в екорегіоні, складають кущі каліфорнійського шамізу (Adenostoma fasciculatum), різних видів мучниці (Arctostaphylos spp.) та червонокорінника (Ceanothus spp.). У горах Санта-Моніка поширені чагарники залозистої мучниці (Arctostaphylos glandulosa) та сизої мучниці (Arctostaphylos glauca). Серед інших рослин, характерних для чагарників чапаралю, слід відзначити чапаралеву юку (Hesperoyucca whipplei), гірський хвостоплідник (Cercocarpus betuloides), каліфорнійську гаррію (Garrya fremontii) та стрічколисте дерево (Adenostoma sparsifolium).
Як шавлієві чагарники, так і чагарники чапаралю пристосовані до регулярних пожеж, що спалахують з частотою від 20 до 40 років. Ці угруповання включають багато пристосованих до пожеж видів, які швидко відновлюються з кореня або проростають з насіння. Деякі рослини десятиліттями перебувають у стані спокою, проростаючи та квітнучи лише під впливом вогню. Відмінність чапаралевих та шавлієвих чагарників полягає у тому, що прибережні шавлієві чагарники активні передусім під час прохолодної вологої зими, а під час сухого літа вони переважно скидають листя. Натомість чагарники чапаралю більш стійкі до посухи та часто мають склерофільне вічнозелене листя.
Колись більшу частину передгір'їв та рівнин екорегіону, зокрема Лос-Анджелеську рівнину та долину Сан-Фернандо, вкривали великі масиви дубових рідколісь та саван, у яких домінували каліфорнійські вічнозелені дуби (Quercus agrifolia) та долинні дуби (Quercus lobata). Каньйонові дуби (Quercus chrysolepis) частіше зустрічалися у гірських районах. У передгір'ях і долинах в північній частині регіону колись зустрічалися ліси каліфорнійського горіха (Juglans californica). 
Серед дубових саван і луків подекуди зустрічаються ефемерні водойми, що наповнюються водою навесні. Рослинні угруповання, пов'язані з цими сезонними водоймами, включають понад 30 ендемічних видів рослин, зокрема каліфорнійську оркуттію (Orcuttia californica). Один з підвидів білого болотоцвіта, Limnanthes alba ssp. parishii зустрічається лише поблизу ефемерних водойм в горах Лагуна. Найближчі міцезростання цього виду знаходяться за 1300 км північніше, у горах Кламат.
Уздовж річок, що протікають територією регіону, раніше росли прибережні рідколісся, у яких зростали верби Гудінга (Salix gooddingii), червоні верби (Salix laevigata), арройські верби (Salix lasiolepis), тополі Фремонта (Populus fremontii), каліфорнійські платани (Platanus racemosa), каліфорнійські вічнозелені дуби (Quercus agrifolia), тропічні ясени (Fraxinus uhdei), ромболисті вільхи (Alnus rhombifolia) та американські суничники (Arbutus menziesii). В їх підліску росли різноманітні трав'янисті рослини, кущі та лози, зокрема каліфорнійські лаври (Umbellularia californica) та тихоокеанський отруйний плющ (Toxicodendron diversilobum). Багато диких тварин, поширених в екорегіоні, залежать від прибережних екосистем.
У гірських районах на висоті понад 1800 м над рівнем моря поширені гірські хвойні ліси, подібні до тих, що зустрічаються у горах Поперечних хребтів. Їх основу складають сосни Ламберта (Pinus lambertiana), жовті сосни (Pinus ponderosa), сосни Джеффрі (Pinus jeffreyi), сосни Култера (Pinus coulteri) та каліфорнійські річкові кедри (Calocedrus decurrens). Також у цих рідколіссях зростають каліфорнійські чорні дуби (Quercus kelloggii), каньйонові дуби (Quercus chrysolepis) та чагарники мучниці (Arctostaphylos spp.).
У деяких гірських частинах екорегіону зустрічаються ендемічні види дерев. Так, рідкісні сосни Торрея (Pinus torreyana) ростуть лише серед прибережних скель у Державному природному заповіднику сосен Торрея поблизу Сан-Дієго та у прибережних районах на острові Санта-Роза в архіпелазі Чаннел. Іншим прикладом є кипарис Текате (Hesperocyparis forbesii), який зустрічається лише у кількох місцевостях на американсько-мексиканському кордоні. Цей вид кипарису росте лише на вилугованих ґрунтах, що утворилися внаслідок ерозії габро.
Острови Чаннел переважно вкриті шавлієвими чагарниками та чапаралем. На них також зустрічаються дубові рідколісся, у яких зростають рідкісні та ендемічні види дикої гречки (Eriogonum spp.) та дудлеї (Dudleya spp.), ендемічні острівні дуби (Quercus tomentella), острівні червонокорінники (Ceanothus arboreus) та острівні калачики (Malva assurgentiflora), а також майже ендемічні єпископські сосни (Pinus muricata). Ендеміками цих островів є також рідкісні реліктові каталінські залізні дерева (Lyonothamnus floribundus), які колись зустрічалися на континенті, однак наразі зростають лише на архіпелазі Чаннел. На островах Гвадалупе та Седрос ростуть майже ендемічні монтерейські сосни (Pinus radiata). Ендеміками Гвадалупе є дуже рідкісні гвадалупські пальми (Brahea edulis) та гвадалупські кипариси (Hesperocyparis guadalupensis), а ендеміками Седросу — седроська шавлія (Salvia cedrosensis) та седроська гречка (Eriogonum molle).

## Фауна
Серед поширених в екорегіоні ссавців слід відзначити південного чорнохвостого оленя (Odocoileus hemionus fuliginatus), великовухого зайця (Lepus californicus), каліфорнійського кролика (Sylvilagus bachmani), пустельного кролика (Sylvilagus audubonii), західну сіру вивірку (Sciurus griseus), каліфорнійського ховраха (Otospermophilus beecheyi), гоферчика Ботти (Thomomys bottae), сан-дієгського кенгурового стрибуна (Dipodomys simulans), західну врожайницю (Reithrodontomys megalotis), дрібну торбомишу (Perognathus longimembris), оленячу мишу Гамбела (Peromyscus gambelii), північнонижньокаліфорнійську оленячу мишу (Peromyscus fraterculus), піньйонову мишу (Peromyscus truei), чагарникову мишу (Peromyscus boylii), каліфорнійську мишу (Peromyscus californicus), каліфорнійську полівку (Microtus californicus), прикрашену мідицю (Sorex ornatus) та північного широколапого крота (Scapanus latimanus).
Серед великих хижаків, поширених в регіоні, слід відзначити північноамериканську пуму (Puma concolor couguar) та руду рись (Lynx rufus), а серед дрібніших хижих ссавців — койота (Canis latrans), сіру лисицю (Urocyon cinereoargenteus), довговуху лисицю (Vulpes macrotis), довгохвосту ласицю (Neogale frenata), американського борсука (Taxidea taxus), смугастого скунса (Mephitis mephitis), західного плямистого скунса (Spilogale gracilis), північноамериканську котофредку (Bassariscus astutus) та звичайного ракуна (Procyon lotor). На берегах річок зустрічаються канадські бобри (Castor canadensis) та болотяні ондатри (Ondatra zibethicus). Ендеміками прибережних рівнин екорегіону є кенгурові стрибуни Стівенса (Dipodomys stephensi), а майже ендемічними їх представниками — великовухі лісові хом'яки (Neotoma macrotis), прудкі кенгурові стрибуни (Dipodomys agilis) та сан-дієгські торбомиші (Chaetodipus fallax).
На архіпелазі Чаннел мешкають лише три види наземних ссавців — оленячі миші Гамбела (Peromyscus gambelii), представлені кількома ендемічними підвидами, ендемічні острівні плямисті скунси (Spilogale gracilis amphiala) та ендемічні острівні лисиці (Urocyon littoralis). У 1990-х роках популяція острівних лисиць значно скоротилася, однак наразі вона відновилася і становить близько 8700 особин. Ці тварини є найбільшими місцевими ссавцями на архіпелазі, однак при цьому вони на 25 % менші за сірих лисиць (Urocyon cinereoargenteus), їхніх родичів з континенту, що є прикладом острівної карликовості. Острівну карликовість демонстрували й карликові мамути (Mammuthus exilis), що жили на островах Північної групи наприкінці останнього льодовикового періоду, коли вони являли собою єдиний острів. У цей же час на цих островах жили велетенські оленячі миші (Peromyscus nesodytes), які були прикладом острівного гігантизму, відповідно до правила Фостера.
На острові Гвадалупе, розташованому далеко від узбережжя, місцеві наземні ссавці відсутні. У XIX столітті на острів були інтродуковані кози, що призвело до екологічної катастрофи. Здичавілі кози винищили практично всю рослинність висотою більше кількох сантиметрів, зокрема майже всі острівні дуби (Quercus tomentella), гвадалупські пальми (Brahea edulis), гвадалупські кипариси (Hesperocyparis guadalupensis) і монтерейські сосни (Pinus radiata), а також призвели до зникнення на острові каліфорнійських яловців (Juniperus californica). У 2007 році кози на острові були винищені, що уможливило відновлення рослинності острова.
На острів Седрос також були інтродуковані кози, однак на відміну від екосистеми Гвадалупе, тут це не призвело до екологічної катастрофи. Причиною цього був той факт, що на острові вже були присутні великі рослиноїдні ссавці — ендемічні седроські чорнохвості олені (Odocoileus hemionus cerrosensis), які потрапили на острів у плейстоцені, коли він був сполучений з материком. Олені конкурували з козами за їжу, а їх історична присутність змушувала місцеві рослини зберігати захист від рослиноїдних тварин, який втрачається на островах, де такі тварини відсутні. Крім оленів, на острові Седрос також зустрічаються ендемічні підвиди каліфорнійського кролика (Sylvilagus bachmani cerrosensis) та кактусової миші (Peromyscus eremicus).
На скелястих узбережжях регіону зустрічаються лежбища численних морських ссавців — тихоокеанських звичайних тюленів (Phoca vitulina richardsi), каліфорнійських морських левів (Zalophus californianus), північних морських слонів (Mirounga angustirostris), а також ендемічних гвадалупських морських котиків (Arctocephalus townsendi), які розмножуються лише на острові Гвадалупе. Серед інших морських ссавців, що зустрічаються у водах Південнокаліфорнійської затоки, слід відзначити сірого кита (Eschrichtius robustus), синього кита (Balaenoptera musculus) та білобокого дельфіна (Delphinus delphis). Звіробійний та китобійний промисли, що велися в регіоні у XIX столітті, призвели до значного скорочення популяцій морських ссавців. Їхні популяції наразі переважно відновилися, однак сивучі (Eumetopias jubatus) та морські калани (Enhydra lutris), які колись часто зустрічалися у Південнокаліфорнійській затоці, в регіоні зникли. 
Серед птахів, що зустрічаються в екорегіоні, слід відзначити каліфорнійську перепелицю (Callipepla californica), каліфорнійського голуба (Patagioenas fasciata), американського луня (Circus hudsonius), рудоплечого канюка (Buteo lineatus), неоарктичного канюка (Buteo jamaicensis), білохвостого шуліку (Elanus leucurus), віргінського пугача (Bubo virginianus), американського сича (Athene cunicularia), західну сплюшку (Megascops kennicottii), каліфорнійського колібрі-крихітку (Selasphorus sasin), рубіновоголову каліпту (Calypte anna), аметистовоголову каліпту (Calypte costae), каліфорнійську таязуру-подорожника (Geococcyx californianus), каліфорнійського дятла (Dryobates nuttallii), чорноволу гілу (Melanerpes formicivorus), каліфорнійську сойку (Aphelocoma californica), американську тимелію (Chamaea fasciata), каліфорнійського тремблера (Toxostoma redivivum), американського ополовника (Psaltriparus minimus), каліфорнійську синицю (Baeolophus inornatus), оливкового червоїда (Leiothlypis celata), біловусого пісняра-лісовика (Setophaga nigrescens), світлочеревого копетона (Myiarchus cinerascens), західного піві-малюка (Empidonax difficilis), вогнистого москверо (Pyrocephalus obscurus), каліфорнійського еполетника (Agelaius tricolor), маскового чижа, (Spinus lawrencei), плямистого тауї (Pipilo maculatus), каліфорнійського тауї (Melozone crissalis), рудоголового пінсона (Aimophila ruficeps) та каліфорнійську вівсянку-пустельницю (Artemisiospiza belli). Ендеміками прибережних рівнин екорегіону є підвиди каліфорнійської комароловки (Polioptila californica californica) та кактусового різжака (Campylorhynchus brunneicapillus bryanti).
Орнітофауна островів екорегіону характеризується високим рівнем ендемізму. На острові Санта-Круз мешкають ендемічні санта-крузькі сойки (Aphelocoma insularis), популяція яких нараховує до 3000 особин. На островах Чаннел зустрічаються ендемічні підвиди західного піві-малюка (Empidonax difficilis insulicola), американського сорокопуда (Lanius ludovicianus anthonyi і Lanius ludovicianus mearnsi) та співочої пасовки (Melospiza melodia graminea). Ендеміками острова Гвадалупе є рідкісні гвадалупські юнко (Junco insularis), а також ендемічні підвиди садової чечевиці (Haemorhous mexicanus amplus), плямистого тауї (Pipilo maculatus consobrinus) та скельного орішця (Salpinctes obsoletus guadeloupensis). Поява на Гвадалупе здичавілих кішок призвела до вимирання низки видів птахів, зокрема ендемічних підвидів золотистого декола (Colaptes auratus rufipileus), рубіновочубої золотомушки (Corthylio calendula obscurus) та підбуреника (Thryomanes bewickii brevicauda). Гваделупські каракари (Caracara lutosa) вимерли на початку XX століття, однак причиною їх зникнення стало винищення з боку людей, які підозрювали цих хижих птахів у полюванні на кіз.
На островах регіону гніздяться численні морські птахи, зокрема західні мартини (Larus occidentalis) та тихоокеанські чистуни (Cepphus columba), а також майже ендемічні тихоокеанські моржики (Synthliboramphus scrippsi), каліфорнійські моржики (Synthliboramphus craveri), крикливі моржики (Synthliboramphus hypoleucus), фаралонські качурки (Oceanodroma homochroa), чорні качурки (Oceanodroma melania) та каліфорнійські буревісники (Puffinus opisthomelas). На невеликих острівцях поблизу острова Гвадалупе гніздяться ендемічні негроанські качурки (Oceanodroma socorroensis) та острівні качурки (Oceanodroma cheimomnestes). Раніше ці птахи гніздилися й на самому острові Гвадалупе, однак після появи на острові кішок, кіз та хатніх мишей (Mus musculus), ці види на острові зникли. Гваделупські качурки (Oceanodroma macrodactyla) також раніше гніздилися на Гвадалупе, однак вони не спостерігалися з початку XX століття та, ймовірно, повністю вимерли.
Серед поширених в екорегіоні плазунів слід відзначити стрічкового гекона (Coleonyx variegatus), західну парканну ігуану (Sceloporus occidentalis), сан-дієгську фриносому (Phrynosoma blainvillii), берегову фриносому (Phrynosoma coronatum), звичайну плямистобоку ящірку (Uta stansburiana), каліфорнійську безногу ящірку (Anniella pulchra), каліфорнійського удава (Lichanura trivirgata), каліфорнійського полоза-батога (Masticophis lateralis), прибережну нічну змію (Hypsiglena ochrorhynchus), каліфорнійську королівську змію (Lampropeltis californiae) та західного гримучника (Crotalus oreganus). Ендеміками екорегіону є острівні парканні ігуани (Sceloporus becki), санта-каталінські плямистобокі ящірки (Uta squamata), острівні нічні ящірки (Xantusia riversiana) та седроські гоферові змії (Pituophis insulanus).
Серед поширених в регіоні амфібій слід відзначити західного лопатонога (Spea hammondii), деревну саламандру (Aneides lugubris), енсатіну (Ensatina eschscholtzii) та каліфорнійського тритона (Taricha torosa), а також майже ендемічних арройських жаб (Anaxyrus californicus), каліфорнійських райок (Pseudacris cadaverina) та чорночеревих струнких саламандр (Batrachoseps nigriventris). Ендеміками екорегіону є садові стрункі саламандри (Batrachoseps major) та чаннельські стрункі саламандри (Batrachoseps pacificus).
В екорегіоні зустрічається від 150 до 200 видів метеликів, зокрема ендемічні рябці Кіно (Euphydryas editha quino) та дукачики Гермеса (Lycaena hermes). Тут спостерігається найвище різноманіття бджіл в США. Мексиканська частина екорегіону характеризується високим різноманіттям скорпіонів, яких тут зустрічається 21 вид, та павуків, яких тут зустрічається понад 330 видів. Серед інших безхребетних тварин, поширених в екорегіоні, слід відзначити реліктових річкових жаброногів (Streptocephalus woottoni), пов'язаних із ефемерними водоймами.

## Збереження
Густота населення в екорегіоні є однією з найвищих в США. Тут розташована міська агломерація Великого Лос-Анджелеса, друга за розмірами в США, транскордонна Сан-Дієгсько-Тіхуанська агломерація, а також інші міста, такі як Енсенада та Текате. Внаслідок розширення поселень та сільськогосподарських угідь лише 15 % природного рослинного покриву екорегіону є відносно незайманими. Екосистема шавлієвих чагарників є значно фрагментованою, а більшість дубових саван та горіхових лісів екорегіону повністю знищені. Надмірний випас та поширення інтродукованих тварин призвели до екологічної катастрофи на острові Гвадалупе і значно змінили екосистеми островів Чаннел. Незаймані ділянки шавлієвих чагарників збереглися на військовій базі Корпусу морської піхоти США в Кемп-Пендлтоні, у горах Санта-Моніка та серед пагорбів Сан-Хоакін поблизу Лагуни-Біч.
Оцінка 2017 року показала, що 1925 км², або 6 % екорегіону, є заповідними територіями. Природоохоронні території включають: Національний парк островів Чаннел, Національну зону відпочинку гір Санта-Моніки, Державний парк Малібу-Крік, Державний парк Топанга, Державний парк пагорбів Чіно, Державний парк Крістал-Коув, Державний природний заповідник сосен Торрея, Державний історичний парк перевалу Санта-Сусана, Екологічний заповідник плато Санта-Роза, Екологічний заповідник водно-болотних угідь Баллона та Парк Гріффіт в США, а також Біосферний заповідник острова Гвадалупе та Біосферний заповідник тихоокеанських островів Нижньої Каліфорнії в Мексиці.